# David Bermudo
David Bermudo Rubio (ur. 14 stycznia 1979 w Santa Coloma de Gramenet) – hiszpański piłkarz grający na pozycji lewego obrońcy.

## Kariera
Seniorską karierę rozpoczynał w 1998 roku w drużynie „B” Barcelony. W 1999 roku zdobył wraz z reprezentacją Hiszpanii mistrzostwo świata U-20. W 2001 roku został piłkarzem CD Tenerife i w barwach tego klubu zadebiutował w Primera División. W latach 2005–2007 był zawodnikiem Almeríi, po czym grał w trzecioligowej Pontevedrze. W roku 2009 przeszedł do CE Sabadell, gdzie grał przez trzy sezony. Następnie grał w Badalonie. W 2015 roku zakończył karierę.

## Statystyki ligowe
| Sezon         | Klub           | Liga               | Mecze | Gole |
| ------------- | -------------- | ------------------ | ----- | ---- |
| 1998/1999     | FC Barcelona B | Segunda División   | 1     | 0    |
| 1999/2000     | FC Barcelona B | Segunda División B | 33    | 0    |
| 2000/2001     | FC Barcelona B | Segunda División B | 27    | 0    |
| 2001/2002     | CD Tenerife    | Primera División   | 12    | 0    |
| 2002/2003     | CD Tenerife    | Segunda División   | 7     | 0    |
| 2003/2004 (j) | CD Tenerife    | Segunda División   | 0     | 0    |
| 2003/2004 (w) | Algeciras CF   | Segunda División   | 9     | 0    |
| 2004/2005     | CD Tenerife    | Segunda División   | 11    | 0    |
| 2005/2006     | UD Almería     | Segunda División   | 24    | 0    |
| 2006/2007     | UD Almería     | Segunda División   | 5     | 0    |
| 2007/2008     | Pontevedra CF  | Segunda División B | 27    | 0    |
| 2008/2009     | Pontevedra CF  | Segunda División B | 28    | 0    |
| 2009/2010     | CE Sabadell FC | Segunda División B | 29    | 1    |
| 2010/2011     | CE Sabadell FC | Segunda División B | 28    | 0    |
| 2011/2012     | CE Sabadell FC | Segunda División   | 16    | 0    |
| 2012/2013     | CF Badalona    | Segunda División B | 29    | 0    |
| 2013/2014     | CF Badalona    | Segunda División B | 24    | 0    |
| 2014/2015     | CF Badalona    | Segunda División B | 27    | 0    |